# Winston

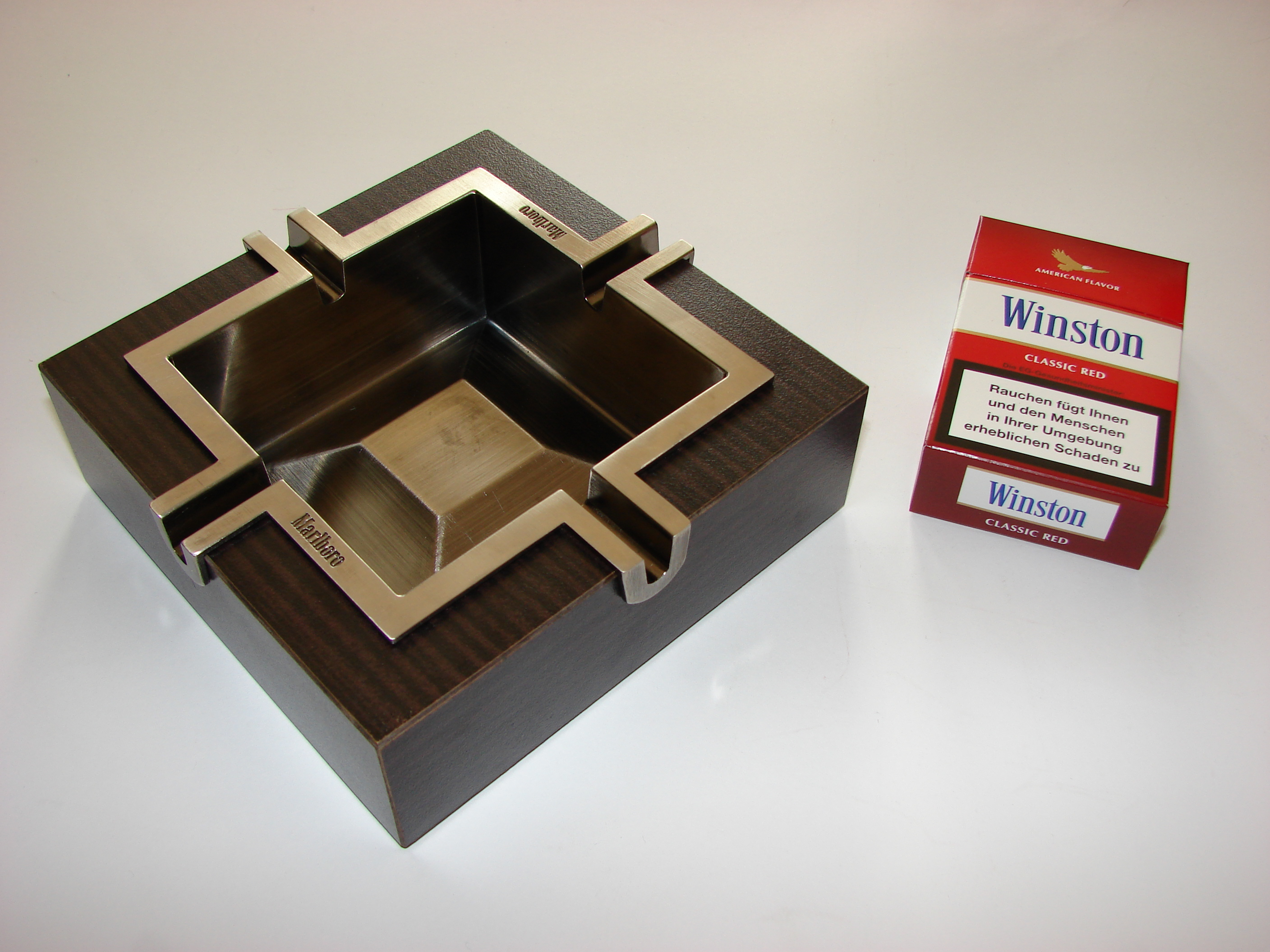
Пепельница и пачка сигарет Winston classic

«Winston» — популярная марка сигарет.
Бренд был создан в 1954 году.
В настоящее время производством занимается компания JTI, созданная в 1998 году путём объединения активов корпорации Japan Tobacco и R.J. Reynolds Tobacco.
.

## История
Бренд был назван в честь исторического центра переработки табачного листа, города Уинстон-Сейлем (англ. Winston-Salem), расположенного в штате Северная Каролина.
Сигареты Winston являлись первыми серийно выпускаемыми сигаретами с фильтром в США.
В разное время Winston получал звание: «Лучшего сигаретного бренда» (1956), «Самые продаваемые сигареты в США» (1965).
Кроме того, бренд несколько лет подряд занимал 1 место по продажам в США (с 1966 по 1972 год). В 1970-х Winston обретает популярность и за пределами США, в 1992 году начинаются поставки Winston Filters в Россию. В 2007 году была выпущена линейка Super Slims, представленная сортами Lights, Super Lights и Lights menthol, дополненная в 2008 году стилем One.
В 2008 году была запущена новая марка — Winston Premier, она позиционируется в сверхпремиальном сегменте. Марка Winston Premier представлена 4 стилями — Filters, Lights, Super Lights и One.
Также с 2010 года начал свой выпуск Winston XS и в 2012 Winston XStyle. В 2021 году была запущена новая линейка Winston Club, которая представлена сигаретами Winston Club Platinum и Winston Club Lounge.

## Виды сигарет «Winston»
| Название сорта                  | Среднее Содержание смолы, мг/сигарета | Среднее Содержание никотина, мг/сигарета | Среднее Содержание CO, мг/сигарета |
| ------------------------------- | ------------------------------------- | ---------------------------------------- | ---------------------------------- |
| Winston Classic                 | 10                                    | 0,7                                      | 9                                  |
| Winston Blue                    | 6                                     | 0,5                                      | 7                                  |
| Winston Silver                  | 3                                     | 0,3                                      | 4                                  |
| Winston White                   | 1                                     | 0,1                                      | 2                                  |
| Winston Super Slims             |                                       |                                          |                                    |
| Super Slims Blue                | 5                                     | 0,5                                      | 4                                  |
| Super Slims Silver              | 2                                     | 0,2                                      | 1                                  |
| Super Slims White               | 1                                     | 0,1                                      | 1                                  |
| Super Slims Menthol             | 5                                     | 0,5                                      | 4                                  |
| Winston XS Compact              |                                       |                                          |                                    |
| XS Compact Blue                 | 6                                     | 0,5                                      | 7                                  |
| XS Compact 100 Blue             | 6                                     | 0,5                                      | 6                                  |
| XS Compact Electro (с капсулой) | 6                                     | 0,5                                      | 5                                  |
| XS Compact Flame (с капсулой)   | 6                                     | 0,5                                      | 5                                  |
| Winston XStyle                  |                                       |                                          |                                    |
| XStyle Blue                     | 6                                     | 0,5                                      | 7                                  |
| XStyle Silver                   | 4                                     | 0,3                                      | 4                                  |
| XStyle Dual (с капсулами)       | 6                                     | 0,4                                      | 5                                  |
| Winston XS                      |                                       |                                          |                                    |
| XS Blue                         | 6                                     | 0,5                                      | 5                                  |
| XS Silver                       | 4                                     | 0,4                                      | 4                                  |
| XS Impulse (с капсулой)         | 5                                     | 0,4                                      | 4                                  |
| Winston Club                    |                                       |                                          |                                    |
| Club Platinum                   | 4                                     | 0,3                                      | 4                                  |
| Club Lounge                     | 6                                     | 0,5                                      | 6                                  |